# Laukmedien
Laukmedien – las oddzielający Wielką Barcję od Małej Barcji, przecinał Warmię z północy na południe. W części środkowej znajdowały się jeziora: Luterskie, Tejstymy, Dadaj.
W czasach biskupów: Hermana z Pragi oraz Jana z Miśni, na wschodnich brzegach wymienionych jezior założono kilka wsi. Ponownie wznowiono akcję kolonizacyjną za czasów biskupa Jana Stryprocka. W tym czasie złożono także wieś Czerwonka.